# BQ Octantis
BQ Octantis eller HD 110994 är en ensam stjärna belägen i den södra delen av stjärnbilden Oktanten mindre än en grad från den södra himmelspolen. Den har en genomsnittlig skenbar magnitud av ca 6,82 och kräver en kraftig handkikare för att kunna observeras. Baserat på parallax enligt Gaia Data Release 3 på ca 1,82 mas, beräknas den befinna sig på ett avstånd på ca 1 790 ljusår (548 parsek) från solen. Den rör sig närmare solen med en heliocentrisk radialhastighet på ca -3,5 km/s.

## Egenskaper
BQ Octantis är en orange till röd jättestjärna av spektralklass M3 III eller M4 III på den asymptotiska jättegrenen. Den har en massa som är ca 2,7 solmassor, en radie som är ca 197 solradier och utsänder energi från dess fotosfär motsvarande ca 3 767 gånger solen vid en effektiv temperatur av ca 3 500 K.
Spektrumet för BQ Octantis visar onormala mängder av S-processelement, särskilt ZrO, varför den klassificeras som en S-stjärna. Dessa stjärnor har muddrat upp fusionsprodukter från det inre, särskilt kol. De har nått ungefär lika halt av kol och syre i dess atmosfär, vilket orsakar dramatiska förändringar i atmosfärens kemi som är synliga i spektrumet. Som en S-stjärna klassificeras dess spektrum som S5,1, där S5 ungefär motsvarar temperaturen hos en M5-jätte och 1:an anger att ZrO-banden är relativt svaga.

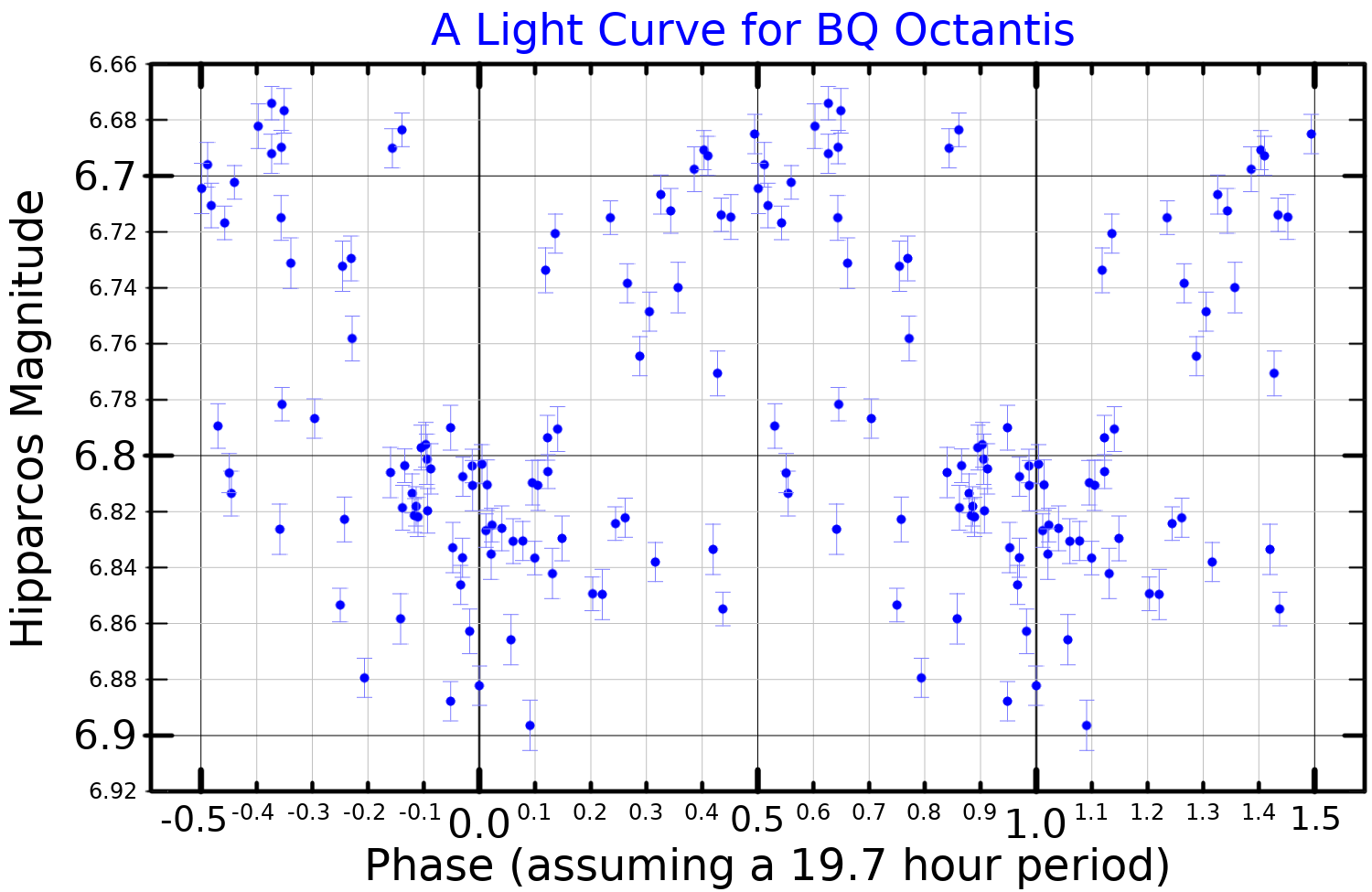
Ljuskurva för BQ Octantis, anpassad från Hipparcosdata.

BQ Octantis är en variabel stjärna med amplitud på 0,05 magnituder omkring en skenbar magnitud på 6,82, som har härletts från Hipparcos fotometri. Samma fotometri fann en möjlig period av 0,82 dygn men detta var mycket osäkert och ingen variabilitetstyp kunde fastställas. Den är listat i General Catalogue of Variable Stars som en möjlig långsam irreguljär variabel. Den klassificerades som en variabel stjärna 1977, på grundval av en studie från 1960. All Sky Automated Survey-data anger en period på 48,1 dygn.